# Meiacanthus vicinus
Meiacanthus vicinus és una espècie de peix de la família dels blènnids i de l'ordre dels perciformes.

## Morfologia
- Els mascles poden assolir 4,1 cm de longitud total.[4]

## Reproducció
És ovípar.

## Hàbitat
És un peix marí de clima tropical que viu fins als 10 m de fondària.

## Distribució geogràfica
Es troba a Indonèsia.